# Стефані Шиллер
Стефані Шиллер  (нім. Stephanie Schiller, 25 липня 1986) — німецька веслувальниця, олімпійська медалістка.

## Виступи на Олімпіадах
| Олімпіада  | Дисципліна     | Місце |
| ---------- | -------------- | ----- |
| Пекін 2008 | четвірка парна | 3     |